# Gennaria diphylla
Gennaria diphylla is de enige orchidee uit het geslacht Gennaria.
Hij komt voor in het westelijk Middellandse Zeegebied en in Macaronesië (Madeira en de Canarische Eilanden).

## Naamgeving enetymologie
De botanische naam Gennaria is een eerbetoon aan Patrizio Gennari (1820-1897), een Italiaanse botanicus. De soortaanduiding diphylla is een samenstelling van Oudgrieks δίς, dis (tweemaal) en φύλλον, phullon (blad) en slaat op de twee stengelbladen.

## Kenmerken
Gennaria diphylla is een overblijvende plant die overwintert met een korte rizoom voorzien van twee eivormige wortelknollen. De stengel is tot 50 cm lang, geelgroen, slank en rolrond, met halverwege twee verspreid staande, hartvormige, stengelomvattende bladeren, het onderste duidelijk groter dan het bovenste. De bladeren hebben een spitse top en parallelle nerven met fijne dwarsverbindingen. De bloeiwijze is een smalle, vrij dichte, cilindrische, meestal eenzijdige aar met tot 40 kleine, onopvallende bloemen. De schutbladen zijn ongeveer zo lang als de vruchtbeginsels.
De bloemen zijn 3 tot 4 mm groot, geelgroen, en met klokvormig bloemdek. De laterale kelkbladen zijn rechthoekig en naar voor gericht, de kroonblaadjes afgeknot driehoekig en licht teruggebogen. De lip is korter of ten hoogste even lang, afhangend, drielobbig, met fijne, naar buiten gebogen zijlobben, en een grotere en bredere middenlob. Het spoor is slechts 1 of 2 mm lang, stomp, soms tweelobbig aan de top.
Het gynostemium is zeer kort, met een drielobbige stempel voorzien van een driehoekig rostellum en een rechtopstaande, afgeronde meeldraad met twee pollinia die met een kort caudiculum vastgehecht zijn op een naakt retinaculum. Het vruchtbeginsel is kort gesteeld, spoelvormig, en spiraalvormig verdraaid.
De bloeitijd is van januari tot april.

## Habitat
Gennaria diphylla komt vooral voor op vochtige, beschaduwde, licht zure tot licht basische bodems, zoals beschaduwde rotsspleten en rotsige hellingen, garrigue, maquis, lichte dennenbossen en laurisilva (laurierbossen), tot op hoogtes van 1000 m.

## Verspreiding en voorkomen
Gennaria diphylla komt voor in het Middellandse Zeegebied, voornamelijk in Portugal, het zuiden van Spanje, de Balearen (Menorca), Madeira en de Canarische Eilanden (behalve op Lanzarote en Fuerteventura), Corsica, Sardinië en Noord-Afrika.
Hij is overal zeldzaam en komt slechts plaatselijk voor in heel zijn verspreidingsgebied.
Gennaria diphylla